# Liliana Mayo
Yolanda Liliana Mayo Ortega (30 de marzo de 1952) es una psicóloga peruana especializada en educación especial.

## Biografía
Estudió en el Colegio San Antonio del Callao. Ingresó a la Universidad Nacional Mayor de San Marcos, de donde se graduó en Psicología. Obtuvo una maestría y un doctorado en Desarrollo Humano y Vida Familiar en la Universidad de Kansas.
En el año 1979 fundó el centro Ann Sullivan del Perú, donde ejerce su especialidad y que ha servido como modelo para iniciativas similares; actualmente es directora general de esta institución.
Ha recibido el grado de Profesor Honorario de la Facultad de Psicología (UNMSM), 
Actualmente ejerce la docencia universitaria en la Universidad Peruana Cayetano Heredia y en la Pontificia Universidad Católica del Perú; asimismo es Profesora Adjunta en la Universidad de Kansas.

## Reconocimientos
Ha recibido condecoración por sus aportes en la rehabilitación y entrenamiento de personas con habilidades diferentes, autismo, síndrome de Down, parálisis cerebral.
Los premios que ha recibido en mérito a su carrera son los siguientes:
- 2007 - Orden El Sol del Perú en el Grado de Comendador, la más alta distinción del Gobierno del Perú al servicio realizado por un civil.[3][4]
- 2005 - Ashoka Fellowship por su trabajo en el desarrollo del programa de educación a distancia del Centro Ann Sullivan del Perú.[5]
- 1999 - Premio Reina Sofía de España, Área de Integración y Rehabilitación.[5][4]
- 1999 - Premio Alcatel a la Innovación.
- 1996 - Premio Esteban Campodónico, en la categoría de Actividad Profesional Destacada.[6]

Otras distinciones recibidas han sido la otorgada por la Asociación Internacional de Análisis del Comportamiento (ABA International, Association for Behavior Analysis) en mérito a la diseminación de esta disciplina psicológica, un reconocimiento otorgado por la Universidad de Kansas por sus servicios distinguidos, y el Premio Paul P. Harris del club Rotary International por trabajo en equipo.